# Tialidia surcula
Tialidia surcula är en insektsart som beskrevs av Nielson 1991. Tialidia surcula ingår i släktet Tialidia och familjen dvärgstritar. Inga underarter finns listade i Catalogue of Life.